# Odynerus nyassae
Odynerus nyassae är en stekelart som först beskrevs av Kirsch.  Odynerus nyassae ingår i släktet lergetingar, och familjen Eumenidae. Inga underarter finns listade i Catalogue of Life.